# ژان لوئیس بری
ژان لوئیس بری
(فرانسوی: Jin-Louris Brue‎; ۲ آوریل ۱۷۸۰ – ۲۲ مهٔ ۱۸۳۲) افسر (ارتش) اهل فرانسه بود.
وی همچنین برندهٔ جوایزی همچون لژیون دونور (افسر) شده‌است.

## یادداشت
1. ↑  Broughton 2010.